# Christian Adolf Isermeyer
Christian Adolf Isermeyer (* 9. Juli 1908 in Goslar; † 27. Juni 2001 in Hamburg) war ein deutscher Kunsthistoriker.

## Leben
Isermeyer stammte aus einer großbürgerlichen, wohlhabenden Familie. Nach dem Besuch der Klosterschule Ilfeld studierte er von 1929 bis 1933 in Göttingen, München und Montpellier, anschließend war er an den Berliner Museen tätig. 1934 bis 1937 verbrachte er mit Forschungsstipendien in Florenz und Rom zur Anfertigung seiner Dissertation über Rahmengliederung und Bildfolge in der Wandmalerei bei Giotto und den Florentiner Malern des 14. Jahrhunderts. Die Promotion zum Dr. phil. erfolgte 1938 in Göttingen. Seit 1937 war er in Berlin an der Nationalgalerie tätig. Während des Zweiten Weltkrieges war er Soldat und von 1942 bis 1946 in Kanada in Gefangenschaft.
Nach dem Krieg habilitierte er sich 1949 an der Universität Hamburg mit einer Schrift über Die Umgestaltung mittelalterlicher Kirchenräume durch Vasari. Anschließend lehrte er in Hamburg als Privatdozent für Kunstgeschichte, 1956 wurde er zum außerordentlichen Professor ernannt, 1966 zum Wissenschaftlichen Rat und Professor. Von 1971 bis zur Emeritierung 1973 war er Professor der Universität für Kunstgeschichte und zugleich stellvertretender Sprecher des Fachbereichs Kulturgeschichte und Kulturkunde. Er erarbeitete u. a. das Werkverzeichnis des Bildhauers Hermann Blumenthal, veröffentlichte kunsthistorische Arbeiten über Philipp Otto Runge und Michelangelo.
Isermeyer sammelte selbst Werke v. a. von Canaletto, Goya, Runge und Corinth. Ab 1961 engagierte er sich für eine Petition an den Deutschen Bundestag zur Abschaffung des § 175 StGB, der sexuelle Handlungen zwischen Männern unter Strafe stellte.
Das Schwule Museum Berlin widmete Isermeyer 1998 eine Ausstellung zu dessen Leben und Werk.